# Oskar Hanska
Oskar Hanska är en svensk spoken wordartist och spelutvecklare. Han är född 1981 och uppvuxen i Gävle men bosatt och verksam i Göteborg.
Hanska har vunnit svenska mästerskapen i poetry slam för lag 2006 och individuellt 2009. Han gav 2013 ut debutskivan Krokodiltårar med musikproducenten Gustav Horneman och har sedan dess gett ut EP:n OH!MMXIV 2015 och ett antal singlar. 2017 startade han Verbal Alfa, Sveriges första skivetikett specialiserad på spoken word.